# Тарантини, Раффаэле
Раффаэле Тарантини (итал. Raffaele Tarantini; 23 сентября 1895 — 31 марта 1936) — итальянский инженер, лётчик и военный. Участник Первой мировой и итало-эфиопской войн.

## Биография

### Ранняя жизнь
В 1911 году поступил в военное училище Нунциателлы в Неаполе в шестнадцатилетнем возрасте. После окончания учёбы в 1914 году поступил на инженерный факультет Королевского политехнического университета в Неаполе. Однако Тарантини не прошёл обучение до конца, поскольку ушёл добровольцем на фронт после вступления Италия в Первую мировоую войну.

### Первая мировая война
В июне 1915 года Тарантини поступил на службу в 229-й батальон территориального ополчения, а затем, в ноябре, был переведён в 89-й пехотный полк под командованием подполковника Чезаре Колбертальдо. Подразделение было развернуто недалеко от реки Изонцо, между Бэнизиза и Капоретто. На войне он отличился большой храбростью. Однажды ему в одиночку удалось взять в плен нескольких австрийский солдат. За это Тарантини был награждён Серебряной медалью.
В начале марта 1916 года его бригада переброшена на плато Азиаго из-за на угрозы вероятного наступления австрийских войск под командованием генерала Франца Конрада фон Хётцендорфа. 20 мая начались ожесточённые бои. В этот момент Тарантини ещё раз продемонстрировал свой героизм, прекратив панику и отступление среди своих сослуживцев, за что получил бронзовую медаль «За военную доблесть».
С июня по август 1916 года Тарантини участвовал в боях в районе гор Интерротто, Буса-дель-Термине и Коль-дель-Россо.

### Служба в авиации
Во время Первой мировой у Тарантини появилось желание стать авиатором. В сентябре его отправили на аэродром Сан-Джусто-ди-Пиза, где он проходил обучение. В мае 1917 года Тарантини получил лицензию лётчика.
Вскоре Тарантини был назначен в 9-ю бомбардировочную эскадрилью. С июля 1918 года служил в 182-й эскадрильи, летая на бомбардировщике Са.41. После катастрофических результатов битвы при Капоретто и последующего прорыва итальянского фронта, база 182-й эскадрильи перемещена из Падуи в Геди.
Несмотря на условно неблагоприятный ход конфликта, Тарантини совершал разведывательные полёты, приносившие ценные данные, что принесло ему новую серебряную медаль «За военную доблесть» и звание капитана.
В июле 1918 года Тарантини взял на себя командование 6-й эскадрильи Капрони, состоявшей из одиннадцати лётчиков. На этой должности он находился вплоть до конца Первой мировой.

### Послевоенный период
В 1919 году Тарантини ушёл из аэронавигационной службы и возобновил учёбу на инженерном факультете, который окончил в апреле 1920 года. Затем он вступает в Итальянский союз борьбы.
В апреле 1923 года Тарантини вернулся на военную службу в авиацию. С июня по август 1924 года он находился в составе 7-й бомбардировочный эскадрильи, а затем переходит в Высшее руководство инженеров и авиационных сооружений.
В октябре 1927 года в рамках IV Международного конгресса аэронавигации в Риме Тарантини представляет проект гражданского аэропорта вблизи Остии, который был предшественником будущего аэропорта Фьюмичино.
В октябре 1935 года Тарантини отправился во Францию, где работал над электрификацией железнодорожной линии Кунео-Вентимилья, получив похвалу как от итальянских, так и от французских властей.

### Итало-эфиопская война
Вскоре Италия вторгается в Абиссинию (Эфиопию). Узнав об этом, Тарантини попросился вернуться на службу в авиационную эскадрильи. Однако его просьба не была выполнена. Тогда Тарантини записался добровольцем в Королевскую армию, где его включили во 2-ю эритрейскую дивизию Королевских колониальных войск Эритреи.
31 марта 1936 года, во время боя в ущелье Мекана, Тарантини погибает.